# 45 revoluciones
45 revoluciones es una serie de televisión española producida por Bambú Producciones para Atresmedia Televisión y protagonizada por Carlos Cuevas, Guiomar Puerta e Iván Marcos. Está creada por Ramón Campos y Gema R. Neira y dirigida por David Pinillos y Gustavo Ron. Fue anunciada el 16 de marzo de 2018. Su estreno tuvo lugar el 18 de marzo de 2019 en Antena 3 y abría la veda a las ficciones de 50 minutos en un país cuyas series suelen durar más de 70 minutos por episodio. Actualmente es la serie menos vista en un canal generalista español, con una cuota de pantalla promedio de 4,2%.

## Elenco y personajes

### Protagonistas
- Carlos Cuevas – Roberto Aguirre
- Guiomar Puerta – Maribel Campoy
- Iván Marcos – Guillermo Rojas

### Secundarios
- Israel Elejalde – Pedro Zabala
- Eudald Font – Diego Salinas (Episodio 1 - Episodio 7; Episodio 9 - Episodio 13)
- Luis Larrodera – Tino (Episodio 1 - Episodio 4; Episodio 7 - Episodio 13)
- Carmen Gutiérrez – Elisa, madre de Maribel
- Diana Gómez – Clara Baroja
- Marina San José – Ángeles Costa (Episodio 2 - Episodio 5; Episodio 7; Episodio 10 - Episodio 13)
- Vito Sanz – Ignacio Betancourt (Episodio 1; Episodio 3 - Episodio 13)
- Edgar Moreno – Valentín Quesada (Episodio 4)
- Pau Vinyals – Chimo (Episodio 2 - Episodio 13)
- Esmeralda Moya – Celia Vera (Episodio 1; Episodio 4; Episodio 7 - Episodio 9; Episodio 13)
- Silvana Navas – Nines
- Kimberley Tell – Estefanía Rodríguez López «Fanny» (Episodio 7 - Episodio 13)
- Joseba Apaolaza – Eugenio Vidal (Episodio 4; Episodio 6 - Episodio 9; Episodio 11 - Episodio 12)
- Óscar de la Fuente – Padre de Diego (Episodio 1; Episodio 3)
- Marta Calvó – Madre de Diego (Episodio 1; Episodio 3)
- Pepe Barroso – Miguel Santos (Episodio 9 - Episodio 13)
- Guim Puig – Juan (Episodio 2 - Episodio 3; Episodio 6 - Episodio 9)
- Héctor Black – Paco (Episodio 2 - Episodio 3; Episodio 6 - Episodio 13)
- Héctor Colorado – Jorge Rojas Costas (Episodio 3 - Episodio 5; Episodio 10)
- Nikola Zalduegui – Gary, miembro de «Los Truenos» (Episodio 2 - Episodio 3; Episodio 6 - Episodio 13)
- Jose Luis Hijón – Santi, sustituto de Juan (Episodio 10 - Episodio 13)
- Jael Pascual – Alejandra (Episodio 11)
- Fanny Gautier – Feli, hija de Don Alfredo (Episodio 11)

#### Actuaciones especiales
- Pere Ponce – Alberto (Episodio 1 - Episodio 10; Episodio 12)
- Joan Pera – Don Alfredo (Episodio 1 - Episodio 5; Episodio 7 - Episodio 9; Episodio 11)
- Nieve de Medina – Silvia (Episodio 11)

### Episódicos
- Juanma Cifuentes – Salvador Quintana (Episodio 5)
- Amaia Aberasturi – Carmen, pareja de Diego (Episodio 4 - Episodio 7; Episodio 10; Episodio 12)
- Javier Ibarz – Doctor (Episodio 5 - Episodio 7; Episodio 10)

## Episodios
| N.º | Título               | Dirigido por   | Escrito por | Fecha de emisión original | Audiencia         |
| --- | -------------------- | -------------- | --- | ------------------------- | ----------------- |
| 1   | «Futura»             | David Pinillos | Ramón Campos, Gema R. Neira, Paula Fernández, Javier Chacártegui, Salvador S. Molina y David Orea                | 18 de marzo de 2019       | 1 532 000 (10,1%) |
| 2   | «El carnet»          | David Pinillos | Ramón Campos, Gema R. Neira, Paula Fernández, Javier Chacártegui, Salvador S. Molina y David Orea                | 25 de marzo de 2019       | 1 099 000 (7,1%)  |
| 3   | «El sencillo»        | Gustavo Ron    | Ramón Campos, Gema R. Neira, Paula Fernández, Javier Chacártegui, Salvador S. Molina y David Orea                | 1 de abril de 2019        | 810 000 (5,4%)    |
| 4   | «La promoción»       | Gustavo Ron    | Ramón Campos, Gema R. Neira, Paula Fernández, Javier Chacártegui, Curro Serrano y D. C. Torallas                 | 8 de abril de 2019        | 725 000 (4,8%)    |
| 5   | «El álbum»           | David Pinillos | Ramón Campos, Gema R. Neira, Paula Fernández, Javier Chacártegui, Curro Serrano y D. C. Torallas                 | 15 de abril de 2019       | 624 000 (4,1%)    |
| 6   | «El concierto»       | David Pinillos | Ramón Campos, Gema R. Neira, Paula Fernández, Javier Chacártegui, Curro Serrano, David Orea y Salvador S. Molina | 22 de abril de 2019       | 598 000 (3,4%)    |
| 7   | «La película»        | Gustavo Ron    | Ramón Campos, Gema R. Neira, Paula Fernández, Javier Chacártegui, Curro Serrano y Moisés Gómez Ramos             | 29 de abril de 2019       | 620 000 (4,2%)    |
| 8   | «La gira»            | Gustavo Ron    | Ramón Campos, Gema R. Neira, Paula Fernández, Javier Chacártegui, Curro Serrano y Moisés Gómez Ramos             | 9 de mayo de 2019         | 470 000 (3,2%)    |
| 9   | «El estreno»         | David Pinillos | Ramón Campos, Gema R. Neira, Paula Fernández, Javier Chacártegui, Curro Serrano y Moisés Gómez Ramos             | 16 de mayo de 2019        | 431 000 (2,9%)    |
| 10  | «La puesta de largo» | David Pinillos | Ramón Campos, Gema R. Neira, Paula Fernández, Javier Chacártegui, Curro Serrano y Moisés Gómez Ramos             | 23 de mayo de 2019        | 405 000 (2,6%)    |
| 11  | «La oferta»          | Gustavo Ron    | Ramón Campos, Gema R. Neira, Paula Fernández, Javier Chacártegui y Curro Serrano                                 | 23 de mayo de 2019        | 187 000 (2,0%)    |
| 12  | «El concurso»        | Gustavo Ron    | Ramón Campos, Gema R. Neira, Paula Fernández, Javier Chacártegui, Curro Serrano y Moisés Gómez Ramos             | 30 de mayo de 2019        | 417 000 (2,7%)    |
| 13  | «La última canción»  | David Pinillos | Ramón Campos, Gema R. Neira, Paula Fernández, Javier Chacártegui y Curro Serrano                                 | 30 de mayo de 2019        | 277 000 (3,0%)    |